# Каирское соглашение
Газа-Иерихонское соглашение (Вначале Газа и Иерихо, Соглашение «Газа-Иерихон»), официально называемое Соглашением по сектору Газа и району Иерихона, было последующим соглашением к Соглашение «Осло I», в котором были заключены детали создания палестинской автономии. Соглашение широко известно как Каирское соглашение 1994 года. Оно было подписано 4 мая 1994 года Ясиром Арафатом и тогдашним премьер-министром Израиля Ицхаком Рабином. Свидетели договора — Россия, США, Египет.
Соглашение предусматривало ограниченное палестинское самоуправление на Западном берегу и в секторе Газа в течение пяти лет. В компетенцию новой администрации входила территориальная, функциональная и персональная юрисдикция. В соответствии с Соглашением, Израиль пообещал уйти частично из региона Иерихона на Западном берегу и частично из сектора Газа в течение трех недель после подписания. Палестинский орган был создан в соответствии с Соглашением (статья III, Передача полномочий), и Ясир Арафат стал первым президентом Палестинской Автономии 5 июля 1994 года, после официальной инаугурации.
В соответствии с этим соглашением, Израиль вывел войска из районов Газы и Иерихона к концу мая 1994 года, кроме подразделений, которые остались для охраны еврейских поселений в секторе Газа.
Другими частями соглашения были Протокол об экономических отношениях (Парижский протокол) и создание Палестинской гражданской полиции. Парижский протокол регулирует экономические отношения между Израилем и Палестинской администрацией, но фактически интегрирует палестинскую экономику в израильскую.
Соглашение Осло II (официально известное как Временное соглашение по Западному берегу и сектору Газа от 24 и 28 сентября 1995 года (Осло II, статья XXXI, Заключительные положения)) включило в себя данное Соглашение, и заменило его.